# Tunak Tunak Tun
«Tunak Tunak Tun», o simplemente «Tunak», es una canción de bhangra e indi-pop del artista indio punjabi Daler Mehndi, lanzada en 1998. Fue el primer vídeo musical indio realizado con tecnología de pantalla verde. 
La canción y el vídeo fueron un éxito en India, consolidando el estatus de Mehndi como la estrella pop más grande y popular de la India en ese momento. Más tarde obtuvo éxito internacional, especialmente después de que se convirtió en un meme de Internet en la década de 2000.

## Trasfondo
La letra de «Tunak Tunak Tun» son una referencia a los sonidos hechos por un tumbi (también llamado tumba), un instrumento musical tradicional de la región de Punjab en el subcontinente indio del norte.
La música de Mehndi fue a menudo criticada solo por ser popular debido a sus vídeos que presentaban mujeres hermosas y bailarinas. El cantante respondió creando un vídeo que se presentaba solo a él mismo. El vídeo musical fue el primero realizado en la India con tecnología de pantalla verde, que le permitió al cantante superponer su imagen sobre varios fondos generados por computadora, incluidos los paisajes desérticos y de montaña, así como la Catedral de San Basilio. 
El vídeo musical se produjo con un presupuesto sin precedentes de 25 millones de rupias (US$610 000).

## Vídeo musical
El vídeo musical sigue una trama simple sobre cuatro hombres, todos interpretados por Mehndi, que representan los cuatro elementos clásicos y se visten con lujosa ropa india. La tierra Mehndi viste rojo / marrón, el fuego Mehndi viste naranja, el viento Mehndi viste marrón, y el agua Mehndi viste verde. Los hombres comienzan como cometas hechos de agua, tierra, aire y fuego antes de transformarse en humanos vestidos. Cada uno de ellos se turna para cantar, bailar y señalarse como si estuvieran discutiendo algo. Más tarde, los hombres se fusionan volviendo primero a sus estados de cometa y luego se fusionan para formar Daler Mehndi, que está predominantemente vestido de amarillo y verde y presumiblemente más poderoso. 
Hasta julio de 2022, el vídeo musical ha recibido más de 197 millones visitas en el canal Sony Music India en YouTube.

## Recepción
La canción y el vídeo musical recibieron una crítica negativa de la revista Rashtriya Sahara en 1998. A pesar de esto, la canción se convirtió en un éxito comercial en 1998, convirtiéndose en el mayor éxito de Indi-pop en ese momento.

## Cultura popular internacional
En 1999, la canción encontró un culto internacional, especialmente entre la diáspora del sur de Asia en países como el Reino Unido y Estados Unidos, así como en mercados del Lejano Oriente como Japón. En China, alcanzó popularidad por sus letras, que suenan como palabras sin sentido, ganando la canción del nombre chino, "我 在 东北 玩泥巴" ("Estoy jugando arcilla en el noreste de China").
En la década de 2000, «Tunak Tunak Tun» encontró una mayor popularidad internacional en Internet como video viral. En respuesta, la compañía de videojuegos Blizzard Entertainment incorporó el baile "Tunak Tunak Tun" como una animación de personajes en su juego de rol multijugador World of Warcraft en 2008. Este baile también se incluye como un huevo de Pascua en el videojuego Medal of Honor: Allied Assault Spearhead.

## Listas de éxitos
| Lista (2016)                  | Posición más alta |
| ----------------------------- | ----------------- |
| Bélgica (Ultratop 50 Flandes) | 28                |